# Барановка (Володарский район)
Барановка — село в Володарском районе Астраханской области России. Входит в состав Калининского сельсовета. Население 193 человек (2010), 94 % из них — казахи.

## География
Село находится в юго-восточной части Астраханской области, в дельте реки Волги и находится на левом берегу протоки Васильевская, на расстоянии примерно 14 километров (по прямой) к востоку-юго-востоку (ESE) от посёлка Володарский, административного центра района.
Абсолютная высота — 23 метра ниже уровня моря.
Климат
умеренный, резко континентальный, характеризуется высокими температурами летом и низкими — зимой, малым количеством осадков, а также большими годовыми и летними суточными амплитудами температуры воздуха.

## Население
| 2002 | 2010 |
| ---- | ---- |
| 173  | ↗193 |

Национальный и гендерный состав
По данным Всероссийской переписи, в 2010 году численность населения села составляла 193 человека (98 мужчин и 95 женщин).
Согласно результатам переписи 2002 года, в национальной структуре населения казахи составляли 94 %.
| Национальность | Численность (2010) | Процент |
| -------------- | ------------------ | ------- |
| Казахи         | 180                | 92,3%   |
| Русские        | 10                 | 5,1%    |
| Не указана     | 5                  | 2,6%    |
| Всего          | 195                | 100%    |

## Улицы
Уличная сеть села состоит из одной улицы (ул. Курмангазы).

## Транспорт
Выезд на автодорогу регионального значения Марфино - Калинино, идентификационный номер 12 ОП РЗ 12Н 035.